# Uva (provincia)
La provincia di Uva si estende nella zona montuosa centrale dello Sri Lanka. La sua maggiore risorsa economica sono le piantagioni di tè. È attraversata dalle statali A4 e A5.
Badulla è la capitale provinciale. Dista 230 km da Colombo ed è posta a 660 m di altezza nella valle del fiume Badalu Oya. Badulla è il capolinea di una linea ferroviaria che da Colombo attraversa la regione montagnosa centrale.
Morenagala è il capoluogo dell'omonimo distretto ed è situata 50 km ad est da Badulla.
Altre città sono Haputale, Bandarawela, Welimada, Gurutalawa

## Distretti
La provincia comprende due distretti: 
- Badulla
- Moneragala.